# Dothan (Alabama)
|  | Dieser Artikel wurde aufgrund von inhaltlichen Mängeln auf der Qualitätssicherungsseite des Projektes USA eingetragen. Hilf mit, die Qualität dieses Artikels auf ein akzeptables Niveau zu bringen, und beteilige dich an der Diskussion! Eine nähere Beschreibung der zu behebenden Mängel fehlt. |

Dothan ist eine City in Houston County, Dale County und Henry County im Bundesstaat Alabama der Vereinigten Staaten und Sitz der County-Verwaltung (County Seat). Im Jahr 2020 lebten laut US Census Bureau 71.072 Einwohner in Dothan. Die Stadtfläche beträgt 224,9 km².

## Lage

### Geografie
Dothan liegt im Südosten von Alabama in der sogenannten Wiregrass-Region, rund 140 Kilometer nordwestlich von Tallahassee und 160 Kilometer südöstlich von Montgomery. Die Stadt befindet sich im nordwestlichen Teil des Houston County. Nachbarstädte sind Midland City, Grimes und Kinsey im Norden, Webb im Nordosten, Cowarts im Osten, Hodgesville im Süden, Rehobeth, Taylor und Malvern im Südwesten, Wicksburg im Westen und Pinckard im Nordwesten.

### Verkehr

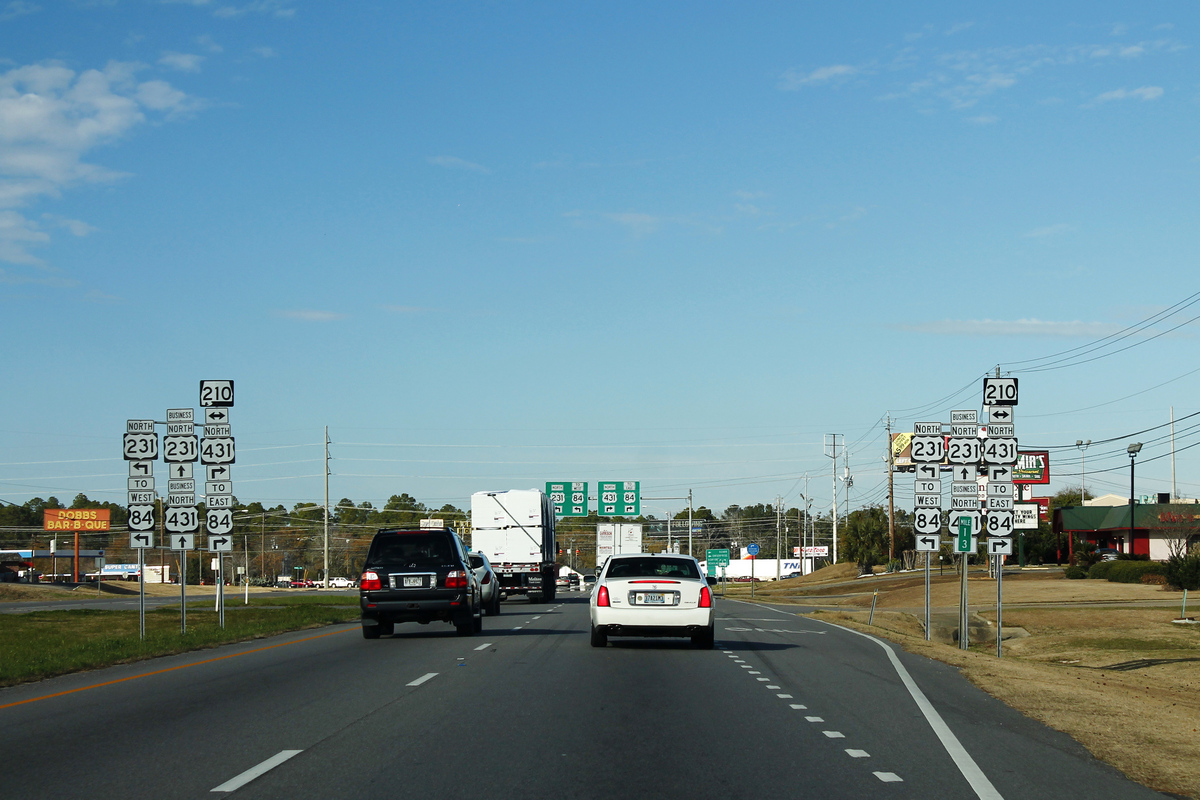
Ross Clark Circle

Dothan wird vom U.S. Highway 84 durchquert, der in West-Ost-Richtung von Enterprise über Bainbridge nach Valdosta führt. Von Nordwesten aus führt der U.S. Highway 231 von Troy in Richtung Panama City und von Nordosten der U.S. Highway 431, der in Dothan endet. U.S. 231 und 431 bilden zusammen mit der Alabama State Route 210 eine Ringstraße, die Dothan vollständig umschließt. Des Weiteren wird die Stadt von der Alabama State Route 52 durchquert.
Nördlich von Dothan, jedoch bereits im Stadtgebiet von Napier Fields, liegt der Verkehrsflughafen Dothan Regional Airport.

### Klima
In Dothan herrscht Ostseitenklima, das für heiße, humide Sommer und milde Winter sorgt. Die wärmsten Monate sind Juni, Juli und August mit Durchschnittstemperaturen von jeweils knapp 33 Grad Celsius, der kälteste Monat ist der Januar mit einer Durchschnittstemperatur von 15 Grad Celsius. Schneefall ist im Winter sehr unwahrscheinlich.

## Geschichte

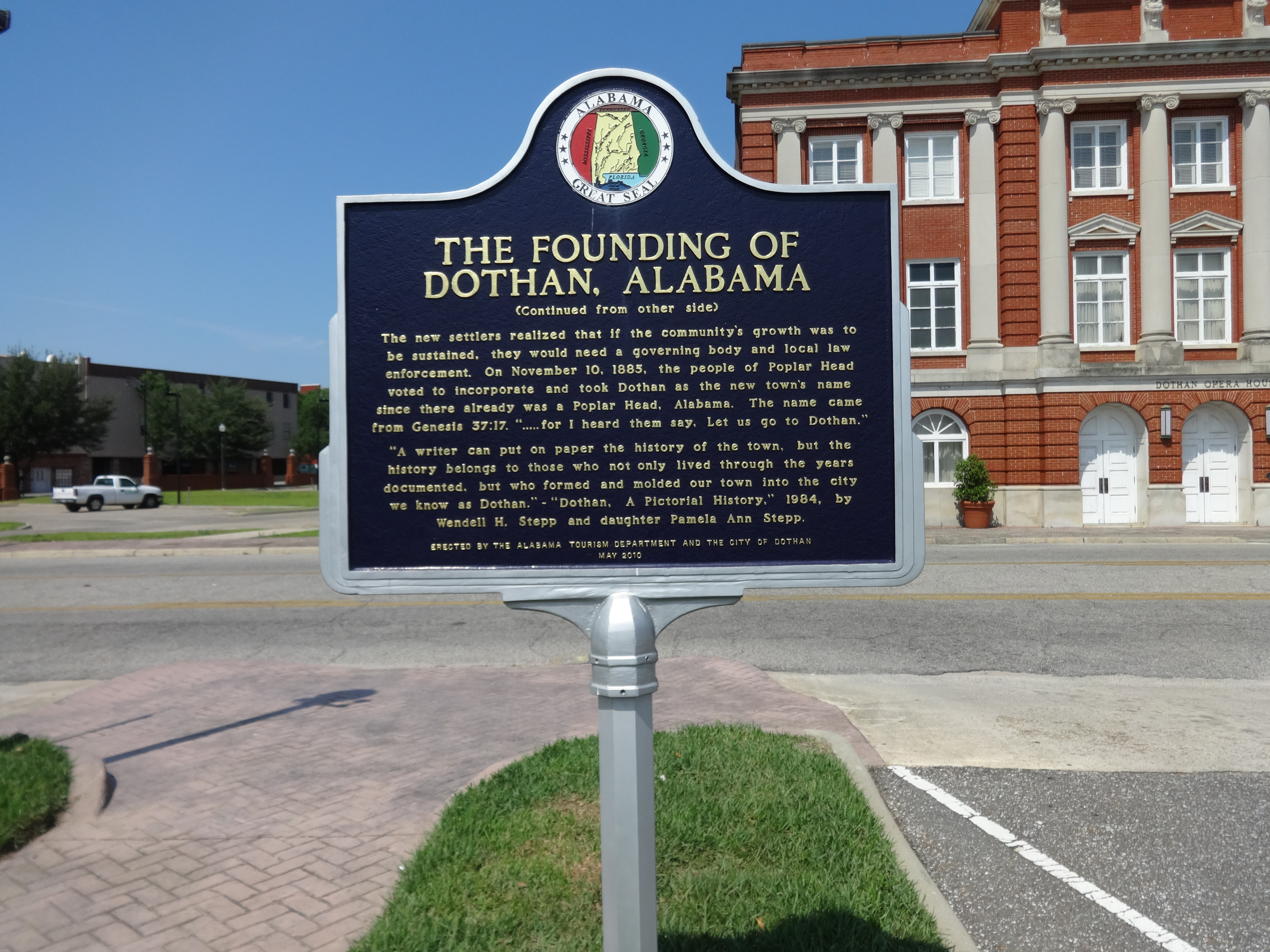
Historical Marker zur Gründung von Dothan

Vor der Ankunft europäischer Siedler lebten Muskogee- und Alabama-Indianer im Gebiet der heutigen Stadt Dothan. Im Jahr 1763 wurde das Gebiet Teil der britischen Kolonie British West Florida und gegen Ende des 18. Jahrhunderts kamen erstmals Europäer in das Gebiet. Die Indianer wurden nach den Indianerkriegen schließlich aus der Region vertrieben. Die ersten permanenten Siedler auf dem Gebiet von Dothan waren neun Familien, die in den 1830er-Jahren eine Siedlung mit dem Namen Poplar Head gründeten. Nach dem Sezessionskrieg wurde die Siedlung wieder aufgegeben. Nach der Anlage des Pony-Express, der auch durch das Gebiet der Geisterstadt Poplar Head führte, wurde der Ort wieder besiedelt und begann danach zu wachsen. Am 10. November 1885 wurde der Ort als Stadt inkorporiert. Gleichzeitig erfolgte die Umbenennung zu Dothan, um Verwechslungen mit einer Postbehörde gleichen Namens zu vermeiden.
Mit dem Bau einer Bahnstrecke durch Dothan ab 1893 erlebte die Stadt ein extremes Bevölkerungswachstum, innerhalb von zehn Jahren wurde die Einwohnerzahl der Stadt fast vervierzehnfacht. Dothan wurde zu einem wichtigen Handelsplatz für die Bewirtschafter der umliegenden Farmen und zu einem wichtigen Verkehrsknotenpunkt im südöstlichen Alabama. Die Einwohner der Stadt lebten vom Anbau von Baumwolle sowie von der Forstwirtschaft. Anfang des 20. Jahrhunderts wurden die Baumwollplantagen jedoch durch den Baumwollkapselkäfer zerstört, sodass sich die Landwirte danach auf die Erdnussproduktion spezialisierten. Bis zum 9. Mai 1903 gehörte Dothan zum Henry County, danach wurde die Stadt zum Verwaltungssitz des neuen Houston County ernannt.
Seit 1961 ist ein Campus der Troy University in Dothan ansässig. 1965 erhielt die Stadt einen eigenen Flughafen. Im Jahr 1970 errichtete das Energieversorgungsunternehmen Southern Company das Kernkraftwerk Farley östlich von Dothan. Ebenfalls in den 1970er-Jahren errichteten Sony und Michelin Produktionsstandorte in Dothan. Schätzungen zufolge werden heute rund 50 % aller in den Vereinigten Staaten produzierten Erdnüsse in einem Umkreis von 160 Kilometern um die Stadt angebaut.

## Demografische Daten

### American Community Survey 2018
Beim American Community Survey aus dem Jahr 2018 hatte die Stadt Dothan 67.872 Einwohner, die sich auf 26.001 Haushalte und 16.559 Familien verteilten. 23,6 Prozent der Einwohner waren Minderjährige, 8,1 Prozent zwischen 18 und 24, 25,9 Prozent zwischen 25 und 44, 25,2 Prozent zwischen 45 und 64 und 17,2 Prozent der Einwohner waren über 65 Jahre alt. Das Medianalter lag bei 39 Jahren. Nach Herkunft verteilten sich die Einwohner auf 62,2 Prozent Weiße, 34,0 Prozent Afroamerikaner, 1,1 Prozent Asiaten und 0,3 Prozent amerikanische Ureinwohner; 0,5 Prozent der Einwohner gaben eine andere Abstammung und 1,9 Prozent mehrere Abstammungen an. Hispanics und Latinos machten einen Anteil von 3,4 Prozent an der Einwohnerzahl aus. 47,2 Prozent der Einwohner von Dothan waren Männer und 52,8 Prozent Frauen.
29,6 Prozent der Haushalte in Dothan hatten Kinder unter 18 Jahren, die bei ihnen wohnten, und in 40,6 Prozent der Haushalte lebten Personen über 60 Jahren. Das Medianeinkommen eines Haushaltes lag bei 45.681 US-Dollar, das einer Familie bei 59.125 US-Dollar. 19,1 Prozent der Einwohner lebten unterhalb der Armutsgrenze.

### Census 2010
Bei der Volkszählung im Jahr 2010 hatte Dothan 65.496 Einwohner in 26.845 Haushalten und 17.835 Familien. 28,8 Prozent der Haushalte hatten Kinder unter 18 Jahren. 44,7 Prozent der Haushalte waren verheiratete Paare, 17,7 Prozent der waren alleinerziehende Mütter und 33,6 Prozent der Haushalte waren keine Familien. Das Medianalter lag bei 38 Jahren; dabei waren 24,5 Prozent der Einwohner jünger als 18 Jahre, 8,5 Prozent zwischen 18 und 24, 26,0 Prozent zwischen 25 und 44, 26,3 Prozent zwischen 45 und 64 und 14,3 Prozent der Einwohner waren 65 Jahre alt oder älter. Von den Einwohnern waren 63,1 Prozent Weiße, 32,5 Prozent Schwarze und Afroamerikaner, 1,1 Prozent Asiaten, 0,4 Prozent amerikanische Ureinwohner, 0,1 Prozent Pazifische Insulaner und 2,9 Prozent anderer oder mehrerer Abstammungen.

## Verkehr
Der Dothan Regional Airport liegt 11 km nordwestlich der Stadt.

## Sehenswürdigkeiten

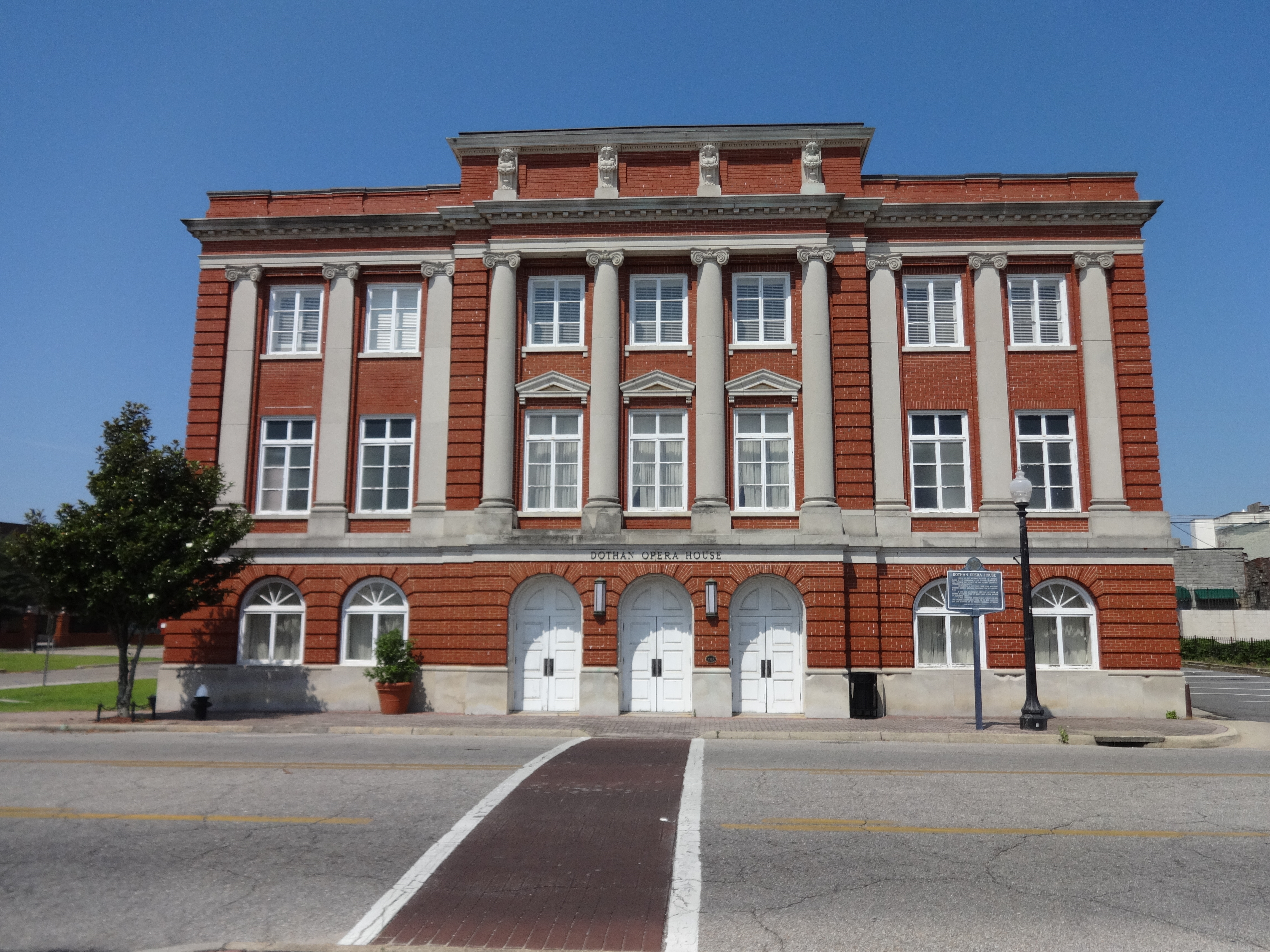
Dothan Opera House (2015)

Sieben Bauwerke und Stätten in Dothan sind im National Register of Historic Places (NRHP) eingetragen (Stand 20. März 2020), darunter das Dothan Opera House, das Federal Building and U.S. Courthouse und der Main Street Commercial District.
In Dothan befindet sich der Dothan Area Botanical Gardens, ein 200.000 m² großer botanischer Garten.

## Söhne und Töchter der Stadt
- Bill Baxley (* 1941), Politiker und Jurist
- Johnny Mack Brown (1904–1974), All-American College Football-Spieler und Schauspieler
- Donna D’Errico (* 1968), Schauspielerin
- Terry Everett (1937–2024), Politiker, Mitglied im US-Repräsentantenhaus
- Ken Grimwood (1944–2003), Science-Fiction-Schriftsteller
- James E. McLeod (1944–2011), Germanist
- Eulace Peacock (1914–1996), Leichtathlet
- Jamie Thomas (* 1974), professioneller Skateboarder

## Städtepartnerschaften
- Alajuela,  Costa Rica